# René Elissabide

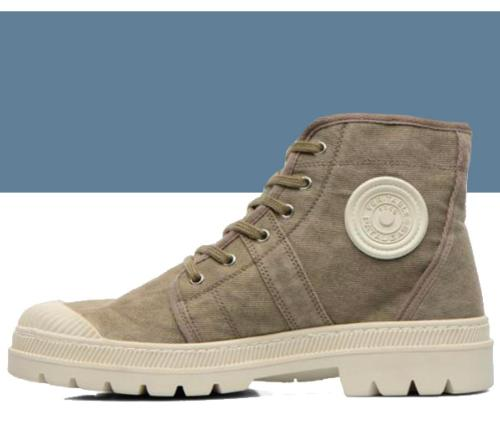
L'Authentique de Pataugas

René Elissabide,  né le 8 mars 1899 à Mauléon-Licharre (Pyrénées-Atlantiques)  et mort le 25 février 1967 dans cette même commune, est un industriel français, inventeur de la chaussure Pataugas.

## Biographie
Elissabide signifie en basque « le chemin de l'église ».
Dans les années 1930, René Elissabide est représentant en farine pour la minoterie de sa tante. Il se lance dans l’espadrille en créant la sandale Regum, une sandale en toile avec une semelle en caoutchouc.  Le nom est un mot-valise composé de « Re », les initiales de René Elissabide et « gum » rappelant la semelle de caoutchouc. L'idée lui en serait venue en voyant des enfants d'un village espagnol de la vallée de Roncal jouer avec des «abarcas», des vieux bouts de pneu fixés aux pieds par des lacets. Adaptée et améliorée avec l'aide d'un technicien du caoutchouc nommé Giraudier, la chaussure Regum connait le succès.
René Elissabide travaille dans de nombreux domaines. Il dépose une soixantaine de brevets , produit des chaussettes en laine des Pyrénées, des produits insecticides ou vétérinaires, des espadrilles. Il crée un apéritif (le Retap), et durant la guerre un savon (le Devor)  à base de résine des Landes, de sciure et de soude caustique. Des wagons remplis de ce savon quittent alors Mauléon.

## Le pataugas
Après la guerre et le retour du savon de Marseille, René Elissabide crée dans l’usine Bomba-Norby le fameux Pataugas .
En 1948, de retour d'un voyage d'études aux États-Unis, il imagine un brodequin de toile, léger mais très résistant, apte à une utilisation intensive. Un intermédiaire entre la sandale de jute et la chaussure de montagne. Il invente ainsi, à partir du traditionnel brodequin, une chaussure en toile souple, à tige montante et à épaisse semelle crantée.
Il y a deux hypothèses sur l'origine du nom de Pataugas. Le nom viendrait d'un employé de la fabrique qui jugeait que «ces chaussures sont très bonnes pour patauger dans les flaques» . Ou bien de «pâte à gaz», car sur les premières chaussures, le caoutchouc était collé au soulier en le passant sur un réchaud à gaz.
Ces chaussures furent utilisées par les randonneurs, les marcheurs, les chasseurs et les pêcheurs, mais aussi les soldats en Indochine et en en Algérie.
De 10 ouvriers en 1949, l'entreprise en emploie plus de 400, pour la seule fabrication, dès le milieu des années 1950. L'usine produit quotidiennement 4 000 paires  et deux ou trois wagons remplis de cette production sont expédiés depuis la gare de Mauléon. Le 7 septembre 1950, un incendie ravage l'usine mais seulement quinze jours plus tard, la production redémarre. En 1952, alors qu'une grève générale paralyse l'ensemble des entreprises du pays, l'entreprise, où les salaires sont substantiels, continue de produire. 
René Elissabide organise un grand prix du Pataugas cycliste, un tour de ville des garçons de café, chaussés comme il se doit. Du Chasseur français à France-Soir, il multiplie les réclames.
Pour sa publicité, Elissabide utilise trois personnes qui travaillent dans sa fabrique : les « trois Etche » (Etcheverry, Etchegoyen, Etchebarne) - accomplissent à pied de longs raids à travers la France et l'Europe (Strasbourg, Lille, Londres, San Remo, Gibraltar). Ils sont chaussés de mocassins Iowa - une autre de ses inventions - mais les caravanes publicitaires qui les suivent vantent les Pataugas.

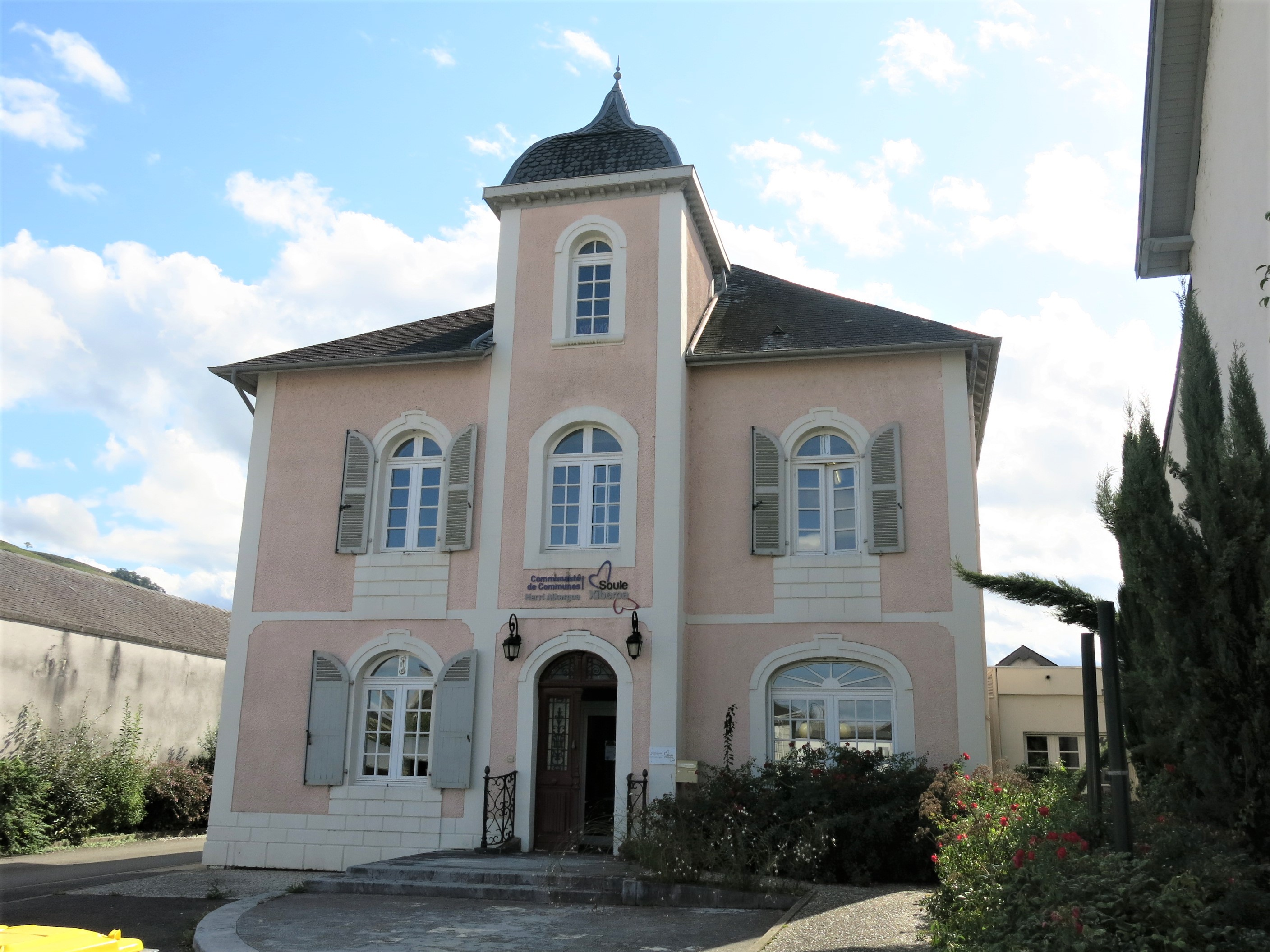
Villa de René Elissabide

René Elissabide est aussi conseiller général du canton de 1945 à 1964,  suppléant à la députation du docteur Alexandre Camino de 1958 à 1962, propriétaire du journal Le Miroir de la Soule en 1956. Défenseur du folklore local, il relança aussi l'association musicale de la Lyre mauléonaise.
Très mondain, il fait venir à Mauléon des personnalités comme Charlie Chaplin, Luis Mariano, Gabrielle Dorziat ou Fernandel. Ginger Rogers visitera l'usine et le général de Gaulle, saluant l'inventeur lors d'une foire à Pau, lui dira : «Votre marque Pataugas est connue partout.».  René Elissabide contribua à l’ouverture de la route internationale du port de Larrau à travers les Pyrénées en offrant le premier bulldozer.
Mais à la fin des années 1960, avec la fin des guerres coloniales, une concurrence de plus en plus vive et de nouvelles modes, les modèles de la marque se vendent moins et l'entrepris connait de plus en plus de difficultés. Son dernier lancement industriel sera la fabrique de plastique Tréfilex, en 1963 et la société est fermée en février 1965. 
Malade, René Elissabide meurt le 25 février 1967 à l'âge de 68 ans, deux ans jour pour jour après la fermeture de son entreprise. 
Sa villa de Mauléon a été rachetée par la Communauté de communes de Soule-Xiberoa pour y établir son siège et y installer ses bureaux.

## Distinctions
- Chevalier de la Légion d'honneur,
- Officier du Mérite industriel,
- Commandeur de l’Ordre d'Isabelle la Catholique[1].